# Liste der Kulturdenkmäler in der Kernstadt von Bad Kreuznach/Straßen A–K
In der Liste der Kulturdenkmäler in Bad Kreuznach/Straßen A–K sind die Kulturdenkmäler in der Kernstadt der rheinland-pfälzischen Stadt Bad Kreuznach aufgeführt, die sich in den Straßen befinden, die mit den Buchstaben A–K beginnen. Grundlage ist die Denkmalliste des Landes Rheinland-Pfalz (Stand: 2. August 2023).

## Einzeldenkmäler
| Bezeichnung                              | Lage                                             | Baujahr                              | Beschreibung | Bild                           |
| ---------------------------------------- | ------------------------------------------------ | ------------------------------------ | --- | ------------------------------ |
| Stadtbefestigung                         |                                                  | vor 1247                             | die Stadtbefestigung besteht aus drei geschlossenen Mauersystemen um Burgfrieden, Neustadt und Altstadt mit vorgelagerten Gräben, Mauer- und Tortürmen, 1247 erstmals erwähnt, 1689 zerstört, im 18. Jahrhundert repariert, Ende des 18. Jahrhunderts die Gräben zugeschüttet, seit etwa 1840 Mauern geschleift oder in Neubauten integriert; von der im 17. Jahrhundert zerstörten Kauzenburg des frühen 13. Jahrhunderts Mauerfragmente erhalten; Ausbau 1971 von Gottfried Böhm; von der Befestigung des Burgfriedens erhalten: abgetreppte Mauer bis zum Fundament des „Klappertorturms“, Mauerstück mit später angefügtem Halbturm bis zum „Stumpfen Turm“ („Pfeffermühlchen“) sowie die teilweise das Ufer der Nahe bildende Mauer, heute teilweise überbaut; von der Ringmauer um die Neustadt mit ehemals sieben Türmen und drei Toren erhalten: „Butterfass“ und Mauerstück mit Wehrgang, Fundamentreste des „Winzenheimer Turms“, Mauerstück der „Schanz“ mit Graben, weitere Reste der Befestigung in den im 19. Jahrhundert gegen sie gebauten Häusern, ein Wassertor („Fischerpforte“) sowie „Große Pforte“ (heute zugemauert); von der Altstadtbefestigung mit ehemals 13 Türmen, drei Toren und „Peterspförtchen“ erhalten: Mauerreste entlang des Mühlenteichs, doppeltes Wassertor (nahe Wilhelmstraße) und Ansatz des Pulverturms, an der Mehlwaage ein Bogenansatz sowie ein großes Stück Mauer im Garten des ehemaligen Franziskanerklosters (heute Gymnasium) | Fotos hochladen                |
| Villa                                    | Agricolastraße 1 Lage                            | 1925/26                              | herrschaftliche Walmdach-Villa, 1925/26, Architekt Alexander Ackermann | BW                             |
| Villa                                    | Agricolastraße 6 Lage                            | 1925/26                              | anspruchsvolle kubische Walmdach-Villa, Art déco, 1925/26, Architekt Alexander Ackermann | BW                             |
| Wohnhaus                                 | Agricolastraße 7 Lage                            | 1921/22                              | villenartiger Walmdachbau, 1921/22, Architekt Vorbius | BW                             |
| Villa                                    | Albrechtstraße 18 Lage                           | 1904/05                              | eingeschossige Villa mit Fachwerkgiebeln, Neurenaissancemotive, 1904/05, Architekt Friedrich Metzger | BW                             |
| Villa                                    | Albrechtstraße 20 Lage                           | 1901/02                              | Mansardwalmdach-Villa, Neurenaissance- und neubarocke Motive, 1901/02, Architekt Friedrich Metzger | BW                             |
| Wohnhaus                                 | Albrechtstraße 22 Lage                           | 1902/03                              | villenartiges Wohnhaus mit Mansarddach, Neurenaissance- und neubarocke Motive, 1902/03, Architekt Friedrich Metzger | BW                             |
| Wohn- und Geschäftshaus                  | Alte Poststraße 2 Lage                           | erste Hälfte des 19. Jahrhunderts    | dreigeschossiges nachbarockes Wohn- und Geschäftshaus, teilweise Fachwerk (verputzt), wohl aus der ersten Hälfte des 19. Jahrhunderts | Fotos hochladen                |
| Spolie                                   | Alte Poststraße, an Nr. 4 Lage                   | 1797                                 | Kartusche, bezeichnet 1797 | Fotos hochladen                |
| Wohnhaus                                 | Alte Poststraße 6 Lage                           | zweite Hälfte des 18. Jahrhunderts   | Eckwohnhaus; spätbarocker Mansard(walm)dachbau; barockisierende Fenster 1909, Architekt Anton Kullmann; ältere Keller | Fotos hochladen                |
| Wohnhaus                                 | Alte Poststraße 7 Lage                           | zweite Hälfte des 18. Jahrhunderts   | spätbarockes Wohnhaus, teilweise Fachwerk (verputzt), Umbau 1839, Architekt Peter Engelmann; Keller wohl älter | Fotos hochladen                |
| Wohnhaus                                 | Alte Poststraße 8 Lage                           | zweite Hälfte des 18. Jahrhunderts   | spätbarockes Wohnhaus, teilweise Fachwerk (verputzt bzw. verschiefert) | BW                             |
| Volxheimer Burghaus                      | Alte Poststraße 15 Lage                          | 16. Jahrhundert                      | Giebelhaus, Erdgeschoss aus dem 16. Jahrhundert, Obergeschoss und Giebel in Zierfachwerk um 1710 | weitere Bilder Fotos hochladen |
| Kauzenburg                               | Auf dem Kauzenberg Lage                          | nach 1105                            | von der nach 1105 gegründeten Burg der Grafen von Sponheim wenige Umfassungsmauern und gewölbte Kellerräume erhalten; 1971 Ausbau zu Burggaststätte, Architekt Gottfried Böhm | weitere Bilder Fotos hochladen |
| Kellereianlage                           | Auf dem Martinsberg 1 Lage                       | 1899                                 | „Kellereianlage mit Bureaugebäude“ auf L-förmigem Grundriss, 1899, Architekten Curjel & Moser, ursprünglich zur Villa Brückes 3 gehörend; Verbindungstrakt 1919 | BW                             |
| Villa                                    | Auf dem Martinsberg 2 Lage                       | 1884                                 | herrschaftliche Gründerzeitvilla, Klinkerbau mit Walmdach, Neurenaissance, 1884, Architekt Jacob Karst; Erkeranbauten 1920er Jahre; eingeschossiges Backstein-Nebengebäude mit Walmdach, 1888; bauzeitliche Vorgarteneinfriedung | BW                             |
| Wohnhaus                                 | Auf dem Martinsberg 3/5 Lage                     | 1896/97                              | Doppelhaus; Klinkerbau mit dreigeschossigen Seitenrisaliten, 1896/97, Architekt Anton Kullmann | BW                             |
| Wohnhaus                                 | Baumgartenstraße 3 Lage                          | 1894/95                              | zweieinhalbgeschossiges Mietshaus, Backsteinbau, Neurenaissancemotive, 1894/95, Architekt Heinrich Ruppert | BW                             |
| Wohn- und Geschäftshaus                  | Baumgartenstraße 39 Lage                         | 1906/07                              | dreieinhalbgeschossiges Eckwohn- und Geschäftshaus mit Erkerturm, Neurenaissance- und Jugendstilmotive, 1906/07, Architekten Gebrüder Lang | BW                             |
| Wohnhaus                                 | Baumgartenstraße 42 Lage                         | 1898/99                              | Wohnhaus; sandsteingegliederter Klinkerbau, abgewalmtes Mansarddach, Neurenaissance, 1898/99, Architekt Hermann Herter | BW                             |
| Wohnhaus                                 | Baumgartenstraße 46/48 Lage                      | 1898                                 | Doppelwohnhaus; Klinkerbau mit Mansardwalmdach, Neurenaissance, 1898, Nr. 46: Architekt Hermann Herter, Nr. 48: Architekten Gebrüder Lang | BW                             |
| Wohnhaus                                 | Baumgartenstraße 50 Lage                         | 1896/97                              | zweieinhalbgeschossiges Wohnhaus, klinkerverzierter Backsteinbau, 1896/97, Architekten Gebrüder Lang | BW                             |
| Villa                                    | Baumstraße 15 Lage                               | 1880/81                              | zweieinhalbgeschossige Villa; klinkerverblendeter Walmdachbau, Neurenaissance, 1880/81, Architekt Stadtbaumeister Hartmann (?); eingeschossiger Vorbau, 1934, Architekt Karl Heep | BW                             |
| Wohnhaus                                 | Beinde 18 Lage                                   | 18. Jahrhundert                      | Eckwohnhaus; zwei im Kern aus dem 18. Jahrhundert stammende spätbarocke verputzte Fachwerkhäuser, Umbau und Walmdach 1907, Architekt L. Zimmer | BW                             |
| Wohn- und Geschäftshaus                  | Bleichstraße 18/20 Lage                          | 1899/1900                            | achsensymmetrisches Doppelwohn- und Geschäftshaus; zweifarbiger Klinkerbau, 1899/1900 | BW                             |
| Wohnhaus                                 | Bleichstraße 23 Lage                             | 1896/97                              | anspruchsvoller sandsteingegliederter Klinkerbau mit Walmdach, Neurenaissance, 1896/97, Architekten Gebrüder Lang | BW                             |
| Wohnhaus                                 | Bleichstraße 25 Lage                             | 1896/97                              | sandsteingegliederter Backsteinbau mit Mansardwalmdach, 1896/97, Architekt August Henke | BW                             |
| Wohn- und Geschäftshaus                  | Bleichstraße 26 Lage                             | 1892                                 | zweieinhalbgeschossiges Eckwohn- und Geschäftshaus; sandsteingegliederter Klinkerbau mit Turmerker und Walmdach, Neurenaissance, 1892, Architekt Martin Hassinger | BW                             |
| Wohnhaus und Fabrikgebäude               | Bosenheimer Straße 79 Lage                       | 1899/1900                            | Wohnhaus und Fabrikgebäude, dekorativer Klinkerbau mit Krüppelwalmdach, Neurenaissance, bezeichnet 1899/1900, Architekt Johann Stanger; Fabrik: großvolumiger Backsteinbau | BW                             |
| Skulpturen                               | Breslauer Straße, in Nr. 2 Lage                  |                                      | in der katholischen Kirche St. Wolfgang: vier farbig gefasste Skulpturen; barocke Madonna, Nachbildung der spätgotischen St.-Wolfgang-Figur in St. Wolfgang, spätgotisches Kruzifix, spätgotische Pietà | BW                             |
| Casino                                   | Brückes 1 Lage                                   | 1834 ff.                             | klassizistischer Walmdachbau mit dreiachsigem Giebelrisalit, 1834 ff., Architekt Ludwig Behr | BW                             |
| Villa                                    | Brückes 3 Lage                                   | vor 1876                             | herrschaftliche Gründerzeitvilla mit Walmdach, Neurenaissance, kurz vor 1876 | BW                             |
| Villa                                    | Brückes 5 Lage                                   | um 1870                              | großbürgerliche, teilweise dreigeschossige Gründerzeitvilla mit Walmdach, Neurenaissance, um 1870 | BW                             |
| Wohnhaus                                 | Brückes 12 Lage                                  | um 1840                              | anspruchsvolles dreigeschossiges Wohnhaus, klassizistische Motive, um 1840 | BW                             |
| Wohnhaus                                 | Brückes 14 Lage                                  | um 1840                              | zweieinhalbgeschossiges Wohnhaus, um 1840 | BW                             |
| Villa                                    | Brückes 16 Lage                                  | 1882                                 | herrschaftliche Gründerzeitvilla mit Mansardwalmdach, Neurenaissance, 1882, Architekt Jacob Karst | BW                             |
| Jakob-Selzer-Fachschule                  | Brückes 18 Lage                                  | 1877/78                              | herrschaftliche Gründerzeitvilla, zweieinhalbgeschossiger Walmdachbau, 1877/78, Architekt Ludwig Bohnstedt | BW                             |
| Wohnhaus                                 | Brückes 20 Lage                                  | um 1840                              | großvolumiger dreigeschossiger Walmdachbau, um 1840; bauzeitliches Nebengebäude | BW                             |
| Wohnhaus                                 | Brückes 22 Lage                                  | 1880/81                              | zweieinhalbgeschossiges klassizistisches Wohnhaus, 1880/81 | BW                             |
| Wohnhaus                                 | Brückes 24 Lage                                  | um 1850                              | Wohnhaus, romanisierende Motive, um 1850 | BW                             |
| Wohn- und Lagerhaus                      | Brückes 27 Lage                                  | um 1879                              | Wohn- und Lagerhaus; eineinhalbgeschossiger klassizistischer Mansardwalmdachbau, um 1879 | BW                             |
| Weingut Potthoff & Söhne                 | Brückes 33 Lage                                  | um 1860                              | repräsentativer villenartiger Walmdachbau, Neurenaissance, um 1860, Vorbau mit Neurenaissancemotiven, 1909, Architekt Anton Kullmann; Flügelbau, um 1860; südliches Hofgebäude, 1888, Architekt Jacob Karst | BW                             |
| Weingut Anheuser & Fehrs                 | Brückes 41 Lage                                  | 1930er Jahre                         | residenzartiges Wohn- und Geschäftshaus; Dreiflügelanlage in Quadermauerwerk, Heimatstil, 1930er Jahre, Wiederaufbau 1948/49, Architekt Theo Wilkens | BW                             |
| Weingut Ökonomierat August E. Anheuser   | Brückes 53 Lage                                  | um 1860                              | eingeschossiger sandsteingegliederter Bruchsteinbau, um 1860, gotisierende Motive, Erweiterung 1955, Architekt Theo Wilkens; Gewölbekeller 1894, 1953 durch Halle überbaut | BW                             |
| Güterbahnhof                             | Brückes 54 Lage                                  | 1860                                 | ehemaliger Hauptbahnhof; zweiflügeliger burgartiger Rotklinkerbau, romanisierende Motive, 1860 | Fotos hochladen                |
| Wohnhaus                                 | Brückes 60 Lage                                  | 1902                                 | landhausartiges Wohnhaus; zweieinhalbgeschossiger Backsteinbau, teilweise Fachwerk, Walmdach, 1902, Architekt wohl Franz Collein | BW                             |
| Wohnhaus                                 | Brückes 63a Lage                                 |                                      | gründerzeitliches Wohnhaus; dreigeschossiger Klinkerbau mt Mansardwalmdach, Neurenaissancemotive | BW                             |
| Wohnhaus                                 | Bühler Weg 3 Lage                                | 1925/26                              | eingeschossiges Wohnhaus mit hohem Mansardgeschoss, 1925/26, Architekt Peter Riedle; straßenbildprägend | BW                             |
| Wohnhaus                                 | Bühler Weg 5 Lage                                | 1927/28                              | villenartiges Wohnhaus mit Zeltdach, 1927/28, Architekt Martin Au | BW                             |
| Wohnhaus                                 | Bühler Weg 8 Lage                                | 1927/28                              | villenartiges Eckwohnhaus, 1927/28, Architekt Martin Au | BW                             |
| Wohnhaus                                 | Bühler Weg 12 Lage                               | 1927                                 | villenartiges Eckwohnhaus mit Walmdach, 1927, Architekt Martin Au | BW                             |
| Sulzer Hof                               | Burgweg 2 Lage                                   | 1892                                 | Wohnhaus, Backsteinbau mit Glockenturm, eingeschossiges Backstein-Nebengebäude, 1892; östlich davon Mauerzug mit Wehrgang, Türmchen und zugesetztem Torbogen von der mittelalterlichen Hofbefestigung | BW                             |
| Villa                                    | Cauerstraße 1 Lage                               | 1902/03                              | herrschaftliche Villa, Neurenaissance- und Jugendstilmotive, 1902/03, Architekt Hans Best | Fotos hochladen                |
| Villa                                    | Cauerstraße 3 Lage                               | 1925/26                              | Walmdach-Villa, Eckturm mit Spitzhelm, 1925/26, Architekt Alexander Ackermann | BW                             |
| Viktoriastift                            | Cecilienhöhe 3 Lage                              | 1913–16                              | Viktoriastift, 1913–16, Architekt Hans Best; „Cecilienhaus“, viergeschossiger Putzbau auf nahezu T-förmigem Grundriss, Walmdächer, neuklassizistische Motive; rückwärtig viergeschossiger Flügel mit dreigeschossigem Vorbau, Aufstockung 1925, Walmdach mit Aussichtsturm; Mutter-Kind-Gruppe von Ludwig Cauer | BW                             |
| Wohnhaus                                 | Dessauerstraße 1a Lage                           | um 1900                              | dreigeschossiges Zeilenwohnhaus; späthistoristischer Backsteinbau mit Mansarddach, um 1900 | BW                             |
| Wohnhaus                                 | Dessauerstraße 2 Lage                            | um 1850                              | klassizistisches Doppelwohnhaus, um 1850; viergeschossiger Putzquader- bzw. Porphyrbau und wenig jüngerer Porphyrbau mit Schaufenstern von 1896 | BW                             |
| Villa                                    | Dessauerstraße 6 Lage                            | um 1870                              | herrschaftliche Villa mit Kniestock, Neurenaissancemotive, um 1870 | BW                             |
| Wohnhaus                                 | Dessauerstraße 7 Lage                            | um 1870                              | Wohnhaus; sandsteingegliederter Backsteinbau, um 1870 | BW                             |
| Kellerei                                 | Dessauerstraße 9 Lage                            | 1891                                 | ehemalige Kellerei; eingeschossiger Backsteinbau mit Schwebegiebel, 1891 (?) | BW                             |
| Gerberhaus                               | Dessauerstraße 31 Lage                           | um 1820                              | ehemaliges Gerberhaus; teilweise Fachwerk, um 1820 | BW                             |
| Villa                                    | Dessauerstraße 41 Lage                           | um 1870                              | Gründerzeitvilla; zweieinhalbgeschossiger Walmdachbau, Neurenaissance, um 1870, polygonaler Erker 1891 | BW                             |
| Villa                                    | Dessauerstraße 43 Lage                           | um 1870                              | neuklassizistische Villa, kubischer Walmdachbau, um 1870; rückwärtig Backsteinbau, 1883, Architekt Friedrich Metzger | BW                             |
| Puricelli-Schloss                        | Dessauerstraße 49 und 51 Lage                    | 1772/73                              | zweieinhalbgeschossiger klassizistischer Walmdachbau, 1772/73, Umbau nach 1803, Erweiterung 1861, rückwärtig zweigeschossiger Flügelanbau 1881; im Park, in den 1890er Jahren zum Englischen Landschaftsgarten umgewandelt, Grabmal der Freiin von Gemmingen, 1820; Abschlussmauer und Tor, bezeichnet 1906; Pförtnerhaus, eineinhalbgeschossiger Klinkerbau, um 1906 | Fotos hochladen                |
| Rheumaklinik                             | Dr.-Alfons-Gamp-Straße 1 Lage                    | 1956/57                              | Rheumaklinik; viergeschossiger zeittypischer Walmdachbau mit gerundeten Seitenrisaliten, 1956/57 | Fotos hochladen                |
| Wohnhaus                                 | Dr.-Geisenheyner-Straße 3 Lage                   | 1927                                 | villenartiges Wohnhaus; kubischer Zeltdachbau, 1927, Architekt Peter Riedle, Rüdesheim | BW                             |
| Wohnhaus                                 | Dr.-Karl-Aschoff-Straße 6 Lage                   | 1850/64                              | ehemaliges Gäste- und Badehaus; anspruchsvoller zweiflügeliger Walmdachbau mit Kniestock, 1850/64 | BW                             |
| Wohnhaus                                 | Dr.-Karl-Aschoff-Straße 7 Lage                   | 1850/59                              | zweieinhalbgeschossiges Wohnhaus, sandsteingegliederter Porphyrbau, 1850/59 | BW                             |
| Wohnhaus                                 | Dr.-Karl-Aschoff-Straße 8 Lage                   | um 1870                              | vornehmes Wohnhaus; kubischer Walmdachbau, klassizistische Motive, um 1870; Anbau 1889 | BW                             |
| Villa                                    | Dr.-Karl-Aschoff-Straße 10 Lage                  | 1889                                 | Gründerzeitvilla; Backsteinbau mit Walmdach, Neurenaissancemotive, 1889, Architekten Gebrüder Lang | BW                             |
| Wohnhaus                                 | Dr.-Karl-Aschoff-Straße 12/14 Lage               | 1890/91                              | Doppelwohnhaus; sandsteingegliederter Backsteinbau mit Mansarddach, Neurenaissancemotive, 1890/91, Architekten Gebrüder Lang | BW                             |
| Wohn- und Badehaus                       | Dr.-Karl-Aschoff-Straße 13 Lage                  | 1850/59                              | villenartiges Eckwohn- und Badehaus; zweieinhalbgeschossiger Porphyrbau mit Walmdach, eingeschossiger Anbau mit Walmdach, 1850/59 | Fotos hochladen                |
| Wohnhaus                                 | Dr.-Karl-Aschoff-Straße 24 Lage                  | 1900                                 | Wohnhaus mit geschweiftem Zwerchgiebel, Neurenaissancemotive, bezeichnet 1900 | BW                             |
| Villa                                    | Dr.-Karl-Aschoff-Straße 28 Lage                  | 1870                                 | Villa; neuklassizistischer Walmdachbau, 1870 | BW                             |
| Villa                                    | Dr.-Karl-Aschoff-Straße 28a/28b Lage             | 1902/03                              | Doppelvilla; historisierender Bruchstein-, Fachwerk- und Putzbau, 1902/03, Architekten August Henke & Sohn | Fotos hochladen                |
| Villa                                    | Dr.-Karl-Aschoff-Straße 30 Lage                  | um 1870                              | Walmdach-Villa, um 1870, Standerker 1895 | Fotos hochladen                |
| Wohnhaus                                 | Dr.-Karl-Aschoff-Straße 32, Oranienstraße 5 Lage | 1873/74                              | Doppelhaus; großvolumiger Walmdachbau mit Kniestock, antikisierende und klassizistische Motive, 1873/74, Architekt Jacob Lang; straßenbildprägend | BW                             |
| Wohnhaus                                 | Eichstraße 6 Lage                                | 1893/94                              | zweieinhalbgeschossiges Wohnhaus; Backsteinbau, Neurenaissancemotive, 1893/94, Architekt August Henke | BW                             |
| Wohn- und Geschäftshaus                  | Eiermarkt 1 Lage                                 | 1873/74                              | viergeschossiges Wohn- und Geschäftshaus; klassizistischer Putzbau, teilweise Fachwerk, 1873/74, Architekt August Henke, mit älteren Teilen, Keller wohl um 1500 | weitere Bilder Fotos hochladen |
| Wohn- und Geschäftshaus                  | Eiermarkt 2 Lage                                 | 1887                                 | dreigeschossiges Wohn- und Geschäftshaus; klassizistisch gegliederter Putzbau, 1887, Architekt Jacob Kossmann, Fachwerkobergeschosse wohl aus dem 18. Jahrhundert; Keller um 1500 (?) | Fotos hochladen                |
| Wohnhaus                                 | Eiermarkt 3 Lage                                 | nach 1689                            | dreigeschossiges Wohnhaus; Fachwerkbau (verputzt), nach 1689, rückwärtig Holzbrücke zum gegenüberliegenden Haus | Fotos hochladen                |
| Wohnhaus                                 | Eiermarkt 4 Lage                                 | nach 1689                            | dreigeschossiges Eckwohnhaus; Fachwerkbau (verputzt) mit Mansarddach, nach 1689, Überformung im 19. Jahrhundert; zwei ältere Keller (um 1500?) | Fotos hochladen                |
| Wohn- und Geschäftshaus                  | Eiermarkt 8 Lage                                 | 18. Jahrhundert                      | dreigeschossiges Wohn- und Geschäftshaus; Putzbau, wohl aus dem 18. Jahrhundert; zwei Keller vor 1689 | Fotos hochladen                |
| Wohn- und Geschäftshaus                  | Eiermarkt 10 Lage                                |                                      | dreigeschossiges Wohn- und Geschäftshaus; Spätrenaissancebau, teilweise Fachwerk (verputzt); Keller um 1500 (?) | weitere Bilder Fotos hochladen |
| Wohn- und Geschäftshaus                  | Eiermarkt 10a Lage                               |                                      | viergeschossiges Wohn- und Geschäftshaus; im Kern barock, teilweise Überformung 1888, Architekt Jacob Kossmann | Fotos hochladen                |
| Wohn- und Geschäftshaus                  | Eiermarkt 11 Lage                                | 18. Jahrhundert                      | dreigeschossiges Wohn- und Geschäftshaus mit Mansarddach, 18. Jahrhundert, klassizistische Überformung im 19. Jahrhundert | Fotos hochladen                |
| Fachwerkhaus                             | Eiermarkt 12 Lage                                |                                      | dreigeschossiges barockes Fachwerkhaus (verputzt), teilweise Überformung im 19. Jahrhundert | Fotos hochladen                |
| Wohnhaus                                 | Eiermarkt 13 Lage                                | nach 1849                            | dreigeschossiges Eckwohnhaus; imposanter Porphyrbau, kurz nach 1849, Architekt Johann Henke jun.; Keller um 1500 (?) | Fotos hochladen                |
| Stadthaus                                | Eiermarkt 14 Lage                                | 1862/63                              | herrschaftliches, villenartiges Stadthaus; dreigeschossiger kubischer Walmdachbau, Neurenaissance, 1862/63, Architekt Carl Conradi, Umbau 1930/31, Architekt Wilhelm Metzger; im Hof Renaissancetor | weitere Bilder Fotos hochladen |
| Brückenschänke                           | Fischergasse 2 Lage                              | 1922                                 | ehemalige Gastwirtschaft; eingeschossiges, pavillonartiges Geschäftshaus, 1922, Architekt Otto Völker | Fotos hochladen                |
| Villa                                    | Forsthausweg 5 Lage                              | 1926                                 | großvolumige Krüppelwalmdach-Villa in Ecklage, 1926, Architekt Peter Riedle | BW                             |
| Franziskastift                           | Franziska-Puricelli-Straße 3 Lage                | 1909                                 | schlossartiger Neubarockbau, 1909, Architekten Gebrüder Friedhofen, Koblenz-Lützel | Fotos hochladen                |
| Villa                                    | Freiherr-vom-Stein-Straße 3 Lage                 | 1908/09                              | anspruchsvolle Villa; Mansarddachbau auf unregelmäßigem Grundriss, barocke und Neurenaissancemotive, 1908/09, Architekt Kaspar Bauer | BW                             |
| Villa                                    | Freiherr-vom-Stein-Straße 5 Lage                 | 1907/08                              | landhausartige Villa; Putzbau auf Bruchsteinsockel, Neurenaissancemotive, 1907/08, Architekt Hermann Karl Herter | BW                             |
| Villa                                    | Freiherr-vom-Stein-Straße 6 Lage                 | 1907/08                              | landhausartige Villa; Putzbau, teilweise Fachwerk, 1907/08, Architekt Hans Best | BW                             |
| Villa                                    | Freiherr-vom-Stein-Straße 7 Lage                 | 1912/13                              | landhausartige Villa; Krüppelwalmdachbau, 1912/13, Architekt Jean Rheinstädter | BW                             |
| Villa                                    | Freiherr-vom-Stein-Straße 9/11 Lage              | 1904/05                              | landhausartige Doppelvilla mit bewegter Dachlandschaft, Neurenaissancemotive, 1904/05, Architekt Kaspar Bauer | BW                             |
| Villa                                    | Friedrichstraße 4 Lage                           | 1903/04                              | herrschaftliche Villa auf unregelmäßigem Grundriss mit Walm- und Mansarddächern, neubarock unter Jugendstileinfluss, 1903/04, Architekt Jean Rheinstädter; Terrasse mit Balustrade, 1927, Architekt Hans Best | Fotos hochladen                |
| Villa                                    | Friedrichstraße 5 Lage                           | um 1870                              | zweieinhalbgeschossige Villa; kubischer Walmdachbau, Neurenaissance, um 1870 | BW                             |
| Wohnhaus                                 | Friedrichstraße 6 Lage                           | um 1870                              | dreigeschossiges Eckwohnhaus, Neurenaissance, um 1870 | BW                             |
| Villa                                    | Friedrichstraße 8 Lage                           | um 1870                              | zweieinhalbgeschossige Villa; kubischer Walmdachbau, klassizistische Motive, um 1870 | BW                             |
| Sternwarte                               | Geibstraße 1 Lage                                |                                      | zwei- bzw. dreigeschossige Villa; backsteingegliederter kubischer Putzbau, Neue Sachlichkeit | BW                             |
| Wohnhaus                                 | Gerbergasse 3, Lauergasse 10 Lage                | 1885/86                              | dreigeschossiges Eckwohnhaus, gründerzeitlicher Klinkerbau, 1885/86, Architekt Josef Pfeiffer | BW                             |
| Wohn- und Geschäftshaus                  | Gerbergasse 5 Lage                               | 1885/86                              | dreigeschossiges Eckwohn- und Geschäftshaus, gründerzeitlicher Klinkerbau mit Mansardwalmdach, 1885/86, Architekt Josef Pfeiffer | BW                             |
| Wohnhaus                                 | Gerbergasse 19 Lage                              | 1889                                 | gründerzeitliches sandsteingegliedertes Wohnhaus mit Kniestock, teilweise backsteinverkleidet, bezeichnet 1889 | BW                             |
| Wohnhaus                                 | Gerbergasse 30 Lage                              | 18. Jahrhundert                      | Fachwerkwohnhaus, teilweise verputzt, 18. Jahrhundert (?) | BW                             |
| Wohnhäuser                               | Göbenstraße 4/4a Lage                            | 1904/05                              | dreieinhalbgeschossige Zeilenwohnhäuser, Neurenaissance- und Jugendstil-Motive, 1904/05, Architekten Gebrüder Lang | BW                             |
| Wohnhäuser                               | Göbenstraße 6/6a Lage                            | 1906                                 | dreieinhalbgeschossige Zeilenwohnhäuser, Neurenaissance- und Jugendstil-Motive, 1906, Architekten Gebrüder Lang | BW                             |
| Wohnhaus                                 | Göbenstraße 8/10 Lage                            | 1903                                 | Doppelhaus, dreiteiliger backsteingegliederter Putzbau, 1903, Architekt Peter Ziemer | BW                             |
| Wohnhaus                                 | Goethestraße 2 Lage                              | 1927/28                              | villenartiges Wohnhaus, kubischer Walmdachbau, 1927/28, Architekt Peter Riedle | BW                             |
| Wohnhaus                                 | Goethestraße 4 Lage                              | 1925/26                              | villenartiges Wohnhaus, eineinhalbgeschossiger Putzbau mit Walm- bzw. Mansarddach, 1925/26, Architekt Martin Au | BW                             |
| Wohnhaus                                 | Goethestraße 5 Lage                              | 1925/26                              | villenartiges Wohnhaus, ein- und zweigeschossiger Walmdachbau, 1925/26, Architekt Martin Au | BW                             |
| Wohnhaus                                 | Goethestraße 7 Lage                              | 1925/26                              | villenartiges Wohnhaus, Putzbau mit Walm- bzw. Mansarddach, 1925/26, Architekt Rudolf Hassinger; bauzeitliche Vorgarteneinfriedung | BW                             |
| Wohnhaus                                 | Graf-Siegfried-Straße 8 Lage                     | 1920er Jahre                         | villenartiges Wohnhaus, Walmdachbau, 1920er Jahre, Architekt Martin Au | BW                             |
| Staatliches Lina-Hilger-Gymnasium        | Gustav-Pfarrius-Straße 11–15 Lage                | 1951–1975                            | rechtwinklig zugeordnete, zwei- und dreigeschossige Gebäude, zwischen 1951 und 1975 | BW                             |
| Wohnhaus                                 | Gustav-Pfarrius-Straße 31/33 Lage                | 1926                                 | Doppelhaus mit Walmdach, Art-déco-Ornamentik, 1926, Architekt Ingenieur Düttermann | BW                             |
| Wohnblock                                | Gustav-Pfarrius-Straße 35/37 Lage                | 1927                                 | Doppelhäuser, historisierende und Art-déco-Motive, 1927, Architekt Richard Starig | BW                             |
| Wohnblock                                | Gustav-Pfarrius-Straße 42/44, Steinkaut 1/2 Lage | 1926                                 | differenzierter, individuell gestalteter Siedlungsbau mit Walmdächern, Neurenaissance- und Art-déco-Motive, 1926, Architekt Jean Rheinstädter | BW                             |
| Wohnhaus                                 | Güterbahnhofstraße 6 Lage                        | um 1860                              | Wohnhaus, Neurenaissancemotive, um 1860, eingeschossiges Nebengebäude | BW                             |
| Wohnhaus                                 | Güterbahnhofstraße 7 Lage                        | um 1900                              | Wohnhaus, Neurenaissancemotive, um 1900 | BW                             |
| Weinstube                                | Güterbahnhofstraße 10 Lage                       | um 1860                              | Weinstube eines Winzeranwesens, eineinhalbgeschossiger Backsteinbau, um 1860 | BW                             |
| Wohnhaus                                 | Gymnasialstraße 11 Lage                          | 1856                                 | dreigeschossiges Wohnhaus, spätklassizistischer Walmdachbau, 1856 | BW                             |
| Wohnhaus                                 | Heinrichstraße 3 Lage                            | 1898/99                              | anspruchsvolles Wohnhaus, Klinkerbau mit Walmdach, Neurenaissance- und neubarocke Motive, 1898/99, Architekt Friedrich Metzger | BW                             |
| Villa                                    | Heinrichstraße 5 Lage                            | 1895/96                              | herrschaftliche Villa, Backsteinbau, Neurenaissance, 1895/96, Architekt Jean Rheinstädter | BW                             |
| Villa                                    | Heinrichstraße 7/9 Lage                          | 1907/08                              | landhausartige Doppelvilla, historisierende Motive, 1907/08, Architekt Friedrich Metzger | BW                             |
| Villa                                    | Heinrichstraße 11/11a Lage                       | 1908/09                              | repräsentative landhausartige Doppelvilla, 1908/09, Architekt Friedrich Metzger | BW                             |
| Wohnhaus                                 | Helenenstraße 5 Lage                             | 1898/99                              | anspruchsvoller Klinkerbau mit Mansardwalmdach, Neurenaissancemotive, 1898/99, Architekt Jacob Kossmann | BW                             |
| Wohnhaus                                 | Helenenstraße 7 Lage                             | 1903/04                              | villenartiges Wohnhaus, Neurenaissance- und Jugendstil-Motive, 1903/04, Architekt Heinrich Müller | BW                             |
| Wohnhaus                                 | Helenenstraße 8 Lage                             |                                      | villenartiges Wohnhaus, kubischer Backsteinbau mit Mansardwalmdach, Neurenaissancemotive, 1904/05, Architekt Heinrich Müller | BW                             |
| Wohnhaus                                 | Helenenstraße 9/11 Lage                          | 1906                                 | Doppelwohnhaus mit abgewalmtem Mansarddach, Neurenaissance- und Jugendstilmotive, 1906, Architekt Heinrich Müller | BW                             |
| Wohnhaus                                 | Helenenstraße 10 Lage                            | 1905/06                              | Wohnhaus, Neurenaissance- und Jugendstilmotive, 1905/06, Architekt Heinrich Müller | BW                             |
| Hotel Adler                              | Hochstraße 9 Lage                                | drittes Viertel des 19. Jahrhunderts | ehemaliges Hotel Adler; zehnachsiger viergeschossiger Walmdachbau, drittes Viertel des 19. Jahrhunderts, spätklassizistische Fassade teilweise verändert (Ladeneinbau) | BW                             |
| Wohnhaus                                 | Hochstraße 17 Lage                               | Anfang des 19. Jahrhunderts          | dreigeschossiges Eckwohnhaus, nachbarocker Mansardwalmdachbau, Anfang des 19. Jahrhunderts | BW                             |
| Wohn- und Geschäftshaus                  | Hochstraße 22a Lage                              | Anfang des 19. Jahrhunderts          | dreigeschossiges Wohn- und Geschäftshaus, Anfang des 19. Jahrhunderts; Keller älter (spätestens aus dem 16. Jahrhundert) | BW                             |
| Wohn- und Geschäftshaus                  | Hochstraße 25 Lage                               |                                      | Dreiflügelanlage mit Walmdächern, Mittelbau Ende des 18. Jahrhunderts, Seitenflügel Anfang des 19. Jahrhunderts; Barockportal der ehemaligen lutherischen Kirche, 1632 | Fotos hochladen                |
| Gasthaus zum grünen Kranz                | Hochstraße 30/32 Lage                            | 1601                                 | U-förmige Anlage; Nr. 30, teilweise Fachwerk, bezeichnet 1601, Nr. 32, teilweise Fachwerk, 19. Jahrhundert, Verbindungstrakt Anfang des 20. Jahrhunderts | BW                             |
| Wohnhaus                                 | Hochstraße 34 Lage                               | 18. oder frühes 19. Jahrhundert      | dreigeschossiges Wohnhaus, teilweise Fachwerk (verputzt), 18. oder frühes 19. Jahrhundert | BW                             |
| Gasthaus Stadt Koblenz                   | Hochstraße 36 Lage                               | 1902                                 | dreigeschossiger sandsteingegliederter Klinkerbau, 1902, Architekt Fritz Wagner | BW                             |
| Wohn- und Geschäftshaus                  | Hochstraße 42 Lage                               | 1788                                 | Wohn- und Geschäftshaus, barocker Walmdachbau, teilweise Fachwerk, 1788 | BW                             |
| Wohn- und Geschäftshaus                  | Hochstraße 44 Lage                               | 1668                                 | barockes Wohn- und Geschäftshaus, teilweise Fachwerk, linke Hälfte bezeichnet 1668, rechte Hälfte aus dem 18. Jahrhundert | BW                             |
| Spolie                                   | Hochstraße, an Nr. 45 Lage                       | 1553                                 | Wappenstein vom ehemaligen Leyenschen Hof, bezeichnet 1553 | BW                             |
| Gasthaus Zur weißen Taube                | Hochstraße 46 Lage                               | vor 1689                             | ehemaliges Gasthaus „Zur weißen Taube“; dreigeschossiges Wohn- und Geschäftshaus mit Walmdach, Erdgeschoss teilweise vor 1689, Fachwerkaufstockung (verputzt) aus der Mitte des 18. Jahrhunderts, Sichtfachwerk- und Dachgeschoss 1902, Architekt Jacob Karst | BW                             |
| Stadthaus                                | Hochstraße 48/50, Fischergasse 10 Lage           | 1715                                 | ehemaliger Hundheimer Hof; spätbarocker Mansardwalmdachbau, 1715, gründerzeitlicher Klinker-Anbau um 1900, Architekt Friedrich Hartmann | Fotos hochladen                |
| Stadtmauer „Schanz“                      | Hochstraße, Ecke Stromberger Straße Lage         |                                      | im ehemaligen Casinogarten 30 m langer Mauerzug der Neustadtbefestigung | Fotos hochladen                |
| Wohnhaus                                 | Hofgartenstraße 1 Lage                           | 1889                                 | ein- bis zweieinhalbgeschossiges Wohnhaus, Backsteinbau, Neurenaissancemotive, 1889, Architekten Gebrüder Lang | BW                             |
| Villa                                    | Hofgartenstraße 2 Lage                           | 1877                                 | zweieinhalbgeschossige Walmdach-Villa, Neurenaissance, 1877, Architekt Schiffer | BW                             |
| Wohnhaus                                 | Hofgartenstraße 3 Lage                           | 1900/01                              | villenartiges Wohnhaus, repräsentativer Backsteinbau mit Walmdach, 1900/01, Architekt Johann Arthur Otte, Berlin | BW                             |
| Villa                                    | Hofgartenstraße 4 Lage                           | 1890/91                              | Gründerzeit-Villa, reich ornamentierter Backsteinbau, Neurenaissance, 1890/91, Architekten Curjel & Moser, Karlsruhe; Kellereigebäude 1890/91, Architekt Jacob Karst | BW                             |
| Villa                                    | Hofgartenstraße 5 Lage                           | 1922                                 | repräsentative ein- und zweigeschossige Villa, breitgelagerter barockisierender Walmdachbau, 1922, Architekt Hans Best, gartenseitige Stützmauer 18. Jahrhundert | BW                             |
| Hofgartenschule                          | Hofgartenstraße 14 Lage                          | 1894 ff.                             | ehemalige Städtische Realschule; anspruchsvoller dreiteiliger Klinkerbau mit Mansarddach, Neurenaissance, 1894 ff., Architekt Friedrich Hartmann, bauzeitliche Turnhalle und Hausmeisterhaus | BW                             |
| Wohnhaus                                 | Hofgartenstraße 22 Lage                          | 1908/09                              | repräsentatives Wohnhaus im Landhausstil, 1908/09, Architekt Adolf Riekenberg, Darmstadt | BW                             |
| Kindergarten                             | Hofgartenstraße 32 Lage                          | 1905/06                              | ehemalige „Klein-Kinder-Schule“; eineinhalbgeschossiger herrensitzartiger Mansardwalmdachbau, 1905/06, Architekt Hans Best | BW                             |
| Grundschule Hofgartenstraße              | Hofgartenstraße 70 Lage                          | 1906                                 | ehemalige Hauptschule; repräsentativer, drei- und viergeschossiger Klinkerbau mit Putzflächen, 1906, Architekt Friedrich Hartmann | BW                             |
| Wohnhaus                                 | Hofgartenstraße 74 Lage                          | 1905/06                              | dreigeschossiges Wohnhaus, backsteingegliederter Putzbau, Neurenaissancemotive, 1905/06, Architekt Karl Keller | BW                             |
| Wohnhaus                                 | Hofgartenstraße 76 Lage                          | 1904                                 | Wohnhaus, backsteingegliederter Putzbau, Neurenaissancemotive, 1904, Architekt Karl Keller | BW                             |
| Wohnhaus                                 | Hofgartenstraße 90 Lage                          | 1907/08                              | imposantes Eckwohnhaus, Walmdachbau mit Erkerturm, 1907/08, Architekt Anton Kullmann | BW                             |
| Stadtmauer                               | Hospitalgasse Lage                               |                                      | 75 m langes Mauerstück der Altstadtbefestigung im Garten des heutigen Gymnasiums | Fotos hochladen                |
| Staatliches Gymnasium und Kronberger Hof | Hospitalgasse 4 und 6 Lage                       | ab 1600                              | großdimensionierte Vierflügelanlage; Gymnasium, Nordflügel 1885, Westtrakt 1912 ff., Aufstockung nach 1945; Aula: Neurenaissance, 1900/01, Architekten Kallmeyer und J. Hensch; Kronenberger Hof, ehemaliges Burghaus: Krüppelwalmdachbau, um 1600 | Fotos hochladen                |
| Klosterkirche St. Wolfgang               | Hospitalgasse, in Nr. 16/18/20 Lage              |                                      | spätgotischer Chor, Bruchstein, 1742; in Neubau des Gymnasiums einbezogen | Fotos hochladen                |
| Puricelli-Hofgut                         | Hüffelsheimer Straße 1, 3, 3a, 5, 7, 11 Lage     | Anfang des 19. Jahrhunderts          | sogenanntes Gütchen; Dreiflügelanlage, Kernbau spätbarocker Mansarddachbau, Flügelbauten wohl vom Anfang des 19. Jahrhunderts; gründerzeitliches Portierhäuschen, 1900, Neurenaissance-Toranlage; Ökonomie- und Verwaltungsgebäude, anspruchsvoller Backsteinbau, 1902; langgestreckte prächtige Wagenremise mit Zierfachwerk, 1903; Waage, Backsteinbau, um 1898; „Römerhalle“, 1898, Architekt Christian Hacke | Fotos hochladen                |
| Wohnhaus                                 | Im Hasenbühl 14 Lage                             | 1939                                 | villenartiges Wohnhaus mit Walmdach, 1939, Architekt Jean Rheinstädter | BW                             |
| Burghaus des „Stumpfen Hofs“             | Jahngasse 2 Lage                                 | 17. Jahrhundert                      | dreigeschossiger barocker Putzbau, teilweise Fachwerk (verputzt), 17. Jahrhundert (?); spätmittelalterliche Mauerreste | weitere Bilder Fotos hochladen |
| Pfeffermühlchen                          | Jahngasse, hinter Nr. 9a Lage                    |                                      | Teil der Stadtbefestigung am Naheufer; der Sockel des Stumpfen Turms am Zusammenlauf von Nahe und Ellerbach 1845 aufgemauert und mit barockisierender Haube versehen | BW                             |
| Wohnhaus                                 | Jean-Winckler-Straße 4 Lage                      | 1924                                 | eingeschossiges Wohnhaus, holzverschalter Fachwerkbau mit Mansarddach, 1924 | BW                             |
| Wohnhaus                                 | Jean-Winckler-Straße 6 Lage                      | 1924/25                              | eingeschossiges Wohnhaus, „Halbmassivhaus System Schwarz“, 1924/25 | BW                             |
| Wohnhaus                                 | Jean-Winckler-Straße 8 Lage                      | 1925                                 | villenartiges Wohnhaus, 1925, Architekt Wilhelm Förster | BW                             |
| Wohnhaus                                 | Jean-Winckler-Straße 10/12 Lage                  | 1925/26                              | dreiteiliges villenartiges Doppelhaus, 1925/26, Architekt Martin Au | BW                             |
| Wohnhaus                                 | Jean-Winckler-Straße 18 Lage                     | 1926/27                              | Wohnhaus mit Walmdach, Art-déco-Motive, 1926/27, Architekt Martin Au | BW                             |
| Wohnhaus                                 | Jean-Winckler-Straße 20, Röntgenstraße 35 Lage   | 1926/27                              | Doppelhaus mit Walmdach, Art-déco-Motive, 1926/27, Architekt Düttermann, Düsseldorf | BW                             |
| Wohnhaus                                 | Johannisstraße 8 Lage                            | 1896/97                              | Eckwohnhaus mit Walmdach, Neurenaissancemotive, 1896/97, Architekt Rudolf Frey | BW                             |
| Wohnhaus                                 | Johannisstraße 9 Lage                            | 1905/06                              | zweieinhalbgeschossiges Wohnhaus, sandsteingegliederter Putzbau, 1905/06, Architekt Peter Monz | BW                             |
| Wohnhaus                                 | Kaiser-Wilhelm-Straße 2 Lage                     | 1850                                 | anspruchsvoller spätklassizistischer Putzbau, wohl von 1850, Architekt J. Müller | BW                             |
| Villa                                    | Kaiser-Wilhelm-Straße 4 Lage                     | 1860                                 | herrschaftliche Villa mit Kniestock und Walmdach, Neurenaissance, 1860, Architekt Carl Conradi | BW                             |
| Verkaufspavillon                         | Kaiser-Wilhelm-Straße, neben Nr. 6 Lage          | Anfang des 20. Jahrhunderts          | Verkaufspavillon am Kurparkrand, Anfang des 20. Jahrhunderts | BW                             |
| Wohn- und Geschäftshaus                  | Kaiser-Wilhelm-Straße 10 Lage                    | 1868/69                              | dreigeschossiges Wohn- und Geschäftshaus mit Walmdach, Neurenaissance, 1868/69 | BW                             |
| Gartenpavillon                           | Kaiser-Wilhelm-Straße, bei Nr. 11 Lage           | 1850/60                              | antikisierende Pfeilerhalle, 1850/60 | Fotos hochladen                |
| Wohnhaus                                 | Kaiser-Wilhelm-Straße 11b Lage                   | um 1860                              | dreigeschossiges Zeilenwohnhaus mit offenen Vorbauten, um 1860 | BW                             |
| Bade- und Logierhaus                     | Kaiser-Wilhelm-Straße 14 Lage                    | 1865                                 | dreieinhalbgeschossiger spätklassizistischer Walmdachbau, 1865, Architekt wohl Johann Pfeiffer | BW                             |
| Villa                                    | Kaiser-Wilhelm-Straße 18 Lage                    | 1899/1900                            | Gründerzeit-Villa mit Walmdach, 1899/1900, Architekt August Henke | BW                             |
| Bade- und Logierhaus                     | Kaiser-Wilhelm-Straße 21 Lage                    | 1865/66                              | dreigeschossiges Wohnhaus mit Kniestock und Walmdach, antikisierende und Neurenaissancemotive, 1865/66, Architekt Ludwig Bohnstedt | BW                             |
| Villa                                    | Kaiser-Wilhelm-Straße 26 Lage                    | um 1870                              | Mansarddach-Villa, spätklassizistische Motive, um 1870, Verandaanbau mit Buntglasfenstern von 1905 | BW                             |
| Wohnhaus                                 | Kaiser-Wilhelm-Straße 28 Lage                    | 1877/78                              | anspruchsvolles villenartiges Wohnhaus mit Walmdach, Dachterrasse, 1877/78, Architekt R. Wagener, Treppenturm 1891 | BW                             |
| Wohnhaus                                 | Kilianstraße 15 Lage                             | 1875                                 | klassizistisches Eckwohnhaus, 1875, Architekt Heinrich Ruppert | BW                             |
| Wassertor                                | Kirschsteinanlage 2 Lage                         |                                      | Stadtmauerrest mit doppeltem Wassertor der Altstadtbefestigung und Ansatz des ehemaligen Pulverturms | BW                             |
| Klappertorturm                           | Klappergasse Lage                                |                                      | in der parallel zum Naheufer laufenden Mauer Sockelrest des Klappertorturms der Stadtbefestigung, Mauerfragment zum Kauzenberg | BW                             |
| Wohn- und Geschäftshaus                  | Kornmarkt 2 Lage                                 | um 1865                              | dreieinhalbgeschossiges Eckwohn- und Geschäftshaus, Dreifensterhaus, um 1865; Keller um 1600 | BW                             |
| Wohn- und Geschäftshaus                  | Kornmarkt 6 Lage                                 | 1894/95                              | herrschaftliches Eckwohn- und Geschäftshaus, dreigeschossiger gründerzeitlicher Klinkerbau mit Mansardwalmdach, 1894/95, Architekten Curjel & Moser, Karlsruhe | BW                             |
| Hotel und Gasthaus                       | Kornmarkt 7 Lage                                 | 18. Jahrhundert                      | großvolumiger, im Kern barocker Bau, 18. Jahrhundert, Mansarddach und Zwerchhaus 1899, Architekten Curjel & Moser, Karlsruhe | Fotos hochladen                |
| Wohn- und Geschäftshaus                  | Kreuzstraße 2a/b, Wilhelmstraße 30 Lage          | 1898/99                              | dreigeschossiges Wohn- und Geschäftshaus, spätgründerzeitlicher Klinkerbau mit Mansardwalmdach, 1898/99, Architekt Philipp und Jean Hassinger, 1932 erweitert | Fotos hochladen                |
| Stadtbibliothek                          | Kreuzstraße 69 Lage                              | 1850/51                              | ehemaliges Karl-Geib-Museum, ursprünglich evangelisches Schulhaus; anspruchsvoller Porphyrbau mit Walmdach, Neurenaissance, 1850/51, Architekt Overbeck; im Vorgarten „Pfalzsprung“, zwei reliefierte barocke Stelen | BW                             |
| Skulptur                                 | Kreuzstraße, in Nr. 69 Lage                      | 1898                                 | im Neubau der Stadtbücherei: Bronzebüste Gustav Pfarrius, 1898 von Hugo Cauer | BW                             |
| Wohnhaus                                 | Kreuzstraße 76 Lage                              | 1882                                 | villenartiges Wohnhaus, antikisierend gegliederter Backsteinbau, 1882 (?) | BW                             |
| Wohnhaus                                 | Kreuzstraße 78/80 Lage                           | 1847/64                              | Doppelhaus, Porphyrbruchsteinbau, 1847/64 | BW                             |
| Denkmal                                  | Kurhausstraße Lage                               | 1905                                 | Denkmal für Friedrich Müller; Monolith mit Medaillon, 1905, Stanislaus Cauer | BW                             |
| Denkmal                                  | Kurhausstraße Lage                               | 1867                                 | Denkmal für Johann Erhard Prieger, lebensgroße Marmorskulptur, 1867, Karl Cauer | Fotos hochladen                |
| Seilerei Wohlleben                       | Kurhausstraße 1a Lage                            | 1888                                 | ehemalige Seilerei Wohlleben; Wohnhaus bezeichnet 1888; Seilerbahn, vor 1914; Grünflächen, ehemalige Bleiche; bauliche Gesamtanlage | BW                             |
| Evangelische Pauluskirche                | Kurhausstraße 2/4 Lage                           | Anfang des 15. Jahrhunderts          | spätgotischer Chor und Querhaus, Anfang des 15. Jahrhunderts, Westfront nach 1458, klassizistisches Langhaus und Turm 1768–81, Architekt Philipp Heinrich Hellermann, Meisenheim; mit Ausstattung | weitere Bilder Fotos hochladen |
| Wohnhaus                                 | Kurhausstraße 5 Lage                             | um 1860                              | Wohnhaus; Putzbau auf Porphyrsockel, um 1860, verglaster Erker 1911 | BW                             |
| Villa                                    | Kurhausstraße 8 Lage                             | 1903/04                              | Jugendstilvilla mit Neurenaissancemotiven, 1903/04, Architekt Hans Best | BW                             |
| Wohnhaus                                 | Kurhausstraße 12 Lage                            | 1845/46                              | dreigeschossiges Mietwohnhaus, 1845/46 | BW                             |
| Wohn- und Geschäftshaus                  | Kurhausstraße 13 Lage                            | 1840/41                              | herrschaftliches viergeschossiges klassizistisches Wohn- und Geschäftshaus, 1840/41, Architekt H. T. Kaufmann, Maßwerkbalkon 1880er Jahre; im Hof eingeschossiger Putzbau, 1880/81, Architekt August Heinke jun. | BW                             |
| Gäste- und Badehaus                      | Kurhausstraße 17 Lage                            | 1833                                 | dreigeschossige klassizistische Dreiflügelanlage; Mittelbau von 1833, Aufstockung und Erweiterung Anfang der 1860er Jahre; im Hof bauzeitlicher Putzbau; am Gartenende zweieinhalbgeschossiges Fachwerkhaus, um 1860 | Fotos hochladen                |
| Wohn- und Geschäftshaus                  | Kurhausstraße 21 Lage                            | um 1850                              | viergeschossiges, zweiteiliges Wohn- und Geschäftshaus mit Walmdach, klassizistische Motive, um 1850; Brücke zum Bäderhaus 1911/12 | BW                             |
| Freimaurerloge                           | Kurhausstraße, zu Nr. 22/24 Lage                 | 1925                                 | ehemalige Freimaurerloge; villenartiger Putzbau mit zweigeschossigem „Glockendach“, 1925, Architekt Willibald Hamburger | BW                             |
| Bäderhaus                                | Kurhausstraße 23 Lage                            | 1911/12                              | neubarock-neuklassizistische Vierflügelanlage mit Walmdächern, 1911/12, Architekt Oscar Schütz, Köln; dreigeschossiger Mittelbau, zweigeschossige Flügelbauten, Skulptur und Reliefs von Ludwig Cauer | Fotos hochladen                |
| Kurhaus                                  | Kurhausstraße 28 Lage                            | 1913                                 | schlossartige Vierflügelanlage, 1913, Architekt Emanuel von Seidl, München, dreigeschossiger Erweiterungsbau, 1929, Architekt Roth, Darmstadt; Kurpark | Fotos hochladen                |

## Ehemalige Kulturdenkmäler
| Bezeichnung | Lage                      | Baujahr | Beschreibung | Bild |
| ----------- | ------------------------- | ------- | --- | ---- |
| Portal      | Beinde, an Nr. 20 Lage    | 1782    | Oberlichtportal, spätbarock, bezeichnet 1782; aus Denkmalliste gelöscht | BW   |
| Weingut     | Brückes 21 Lage           | um 1860 | ehemaliges herrschaftliches Weingut, Wohnhaus und Schaumweinfabrik; eineinhalbgeschossige klassizistische Anlage mit Walmdächern, um 1860; großvolumiger Kellereianbau auf L-förmigem Grundriss, 1877, Architekten Schaeffer und Bechthold; Felsenkeller, 1887, Architekt Jacob Kossmann; Abgebrochen und aus Denkmalliste gelöscht | BW   |
| Wohnhaus    | Güterbahnhofstraße 9 Lage | um 1860 | anspruchsvolles zweieinhalbgeschossiges Wohnhaus, Neurenaissancemotive, um 1860, großvolumige Nebengebäude; aus Denkmalliste gelöscht | BW   |
| Wohnhaus    | Helenenstraße 12 Lage     | 1906/07 | landhausartiges Eckwohnhaus mit Walmdach, Neurenaissancemotive, 1906/07, Architekt Heinrich Müller; aus Denkmalliste gelöscht | BW   |